# NCT
NCT (en hangul, 엔시티; romanización revisada, Enssiti) es una boy band multinacional formada por SM Entertainment en 2016. Su nombre proviene de Neo Culture Technology, un término acuñado por el fundador de S.M., Lee Soo-man, quien describió así el concepto del grupo, divididos en múltiples subunidades basadas en varias ciudades en todo el mundo con integrantes de distintos países como Corea del Sur, China, Japón, Estados Unidos, Tailandia y Canadá. Actualmente, NCT cuenta con 25 miembros.
NCT U, la primera subunidad del grupo, debutó el 9 de abril de 2016 con el lanzamiento de «The 7th Sense» y «Without You». NCT 127, la unidad basada en Seúl, debutó en julio del mismo año con el miniálbum homónimo. La tercera subunidad, NCT Dream, realizó su debut con la canción «Chewing Gum» en agosto de 2016. Tanto NCT 127 como NCT Dream están dirigidos al público global. La cuarta subunidad, WayV, debutó en enero de 2019, dirigido al público coreano y chino, sin embargo cuentan con fans de todo el mundo. NCT DoJaeJung, la quinta subunidad del grupo es integrado por Doyoung, Jaehyun y Jungwoo del grupo NCT 127, debutó en abril del 2023 con su EP «Perfume» proponiendo un estilo basado en el R&B. La sexta subunidad NCT Wish, realizó su debut con la canción «Wish» en febrero de 2024, en NCT wish se encuentran los integrantes más jóvenes de NCT y está dirigido al público japonés. Todos las subunidades han tenido éxito destacando NCT 127 y NCT Dream quienes han tenido gran éxito en países de Latinoamérica y Estados Unidos. En 2023 se anunció por primera y única vez NCT Tokyo quién estuvo compuesto por los 26 integrantes en un magno concierto que se hizo en el país nipón, esta unidad fue creada para anunciar que no serían agregados más integrantes a NCT como se había planeado en un principio. 

## Historia

### Predebut
A excepción de Renjun y Chenle, todos los miembros de NCT formaron parte de SM Rookies, un grupo de predebut de aprendices creado por SM Entertainment.
En enero de 2016, el fundador de S.M. Entertainment, Lee Soo-man, hizo una presentación en SM Coex Artium titulada SMTOWN: Neo Culture Technology 2016, hablando de los planes de la agencia para un nuevo grupo de chicos con su estrategia de «contenidos culturales», los cuales debutarían en diferentes equipos en diferentes países del mundo.

### 2016-2017: Debut de las subunidades y rozando el éxito
El 4 de abril de 2016, S.M. Entertainment anunció que la primera subunidad de NCT, NCT U, consistía de seis miembros: Taeil, Taeyong, Doyoung, Ten, Jaehyun y Mark. NCT U lanzó dos sencillos digitales, «The 7th Sense», publicado el 9 de abril, y «Without You» que fue lanzado el 10 de abril en dos versiones (la versión coreana interpretada por Taeil, Doyoung y Jaehyun, y el integrante chino Kun, miembro de SM Rookies en ese momento). El 9 de abril, NCT U hizo su primera aparición en vivo en NCT on Air, presentado por Heechul de Super Junior. El programa se transmitió en la aplicación V de Naver. En el mismo día, realizaron su primera presentación en China en 16th Music Feng Yun Bang Awards, junto con los dos miembros chinos, Kun y Winwin. El grupo realizó su debut en el programa musical Music Bank de KBS el 15 de abril y han aparecido posteriormente en las tres temporadas de NCT Life, con otros miembros de SM Rookies.
El 1 de julio, SM Entertainment anunció la segunda unidad de NCT, NCT 127. El número «127» representa las coordenadas de longitud de Seúl. La unidad se compone de diez miembros, de los cuales 7 debutaron primero; estos son: Taeil, Taeyong, Yuta, Jaehyun, Mark, Haechan y Win Win. Hicieron su debut en el escenario de M! Countdown el 7 de julio de 2016 interpretando «Fire Truck» y «Once Again» de su primer miniálbum. El EP debut del grupo titulado NCT 127, fue lanzado digitalmente el 10 de julio y físicamente al siguiente día. La tercera temporada de NCT Life, en la ciudad de Paju, cuenta con NCT 127 y se estrenó el 16 de julio de 2016. El 29 de julio, la subunidad publicó «Taste The Feeling», para el proyecto SM Station en colaboración con Coca-Cola. El 18 de agosto, la compañía anunció el debut de la tercera subunidad, NCT Dream. La unidad consiste de siete miembros: Mark, Renjun, Jeno, Haechan, Jaemin, Chenle y Jisung. Su primer sencillo «Chewing Gum» fue lanzado el 24 de agosto y su debut se realizó en M! Countdown el 25 de agosto. 
El 27 de diciembre, NCT 127 anunció que volverían con la adición de dos miembros, Johnny y Doyoung. El 5 de enero de 2017, se lanzaron los vídeos musicales de «Limitless» y la unidad tuvo su regreso en M! Countdown. Su segundo miniálbum, Limitless, se lanzó digitalmente el 6 de enero de 2017 y físicamente el 9 de enero de 2017. Limitless debutó en el puesto número uno en la lista de álbumes mundiales de Billboard. «Limitless» fue nombrado por Dazed Digital como una de las mejores 20 canciones de K-pop de 2017. El 1 de febrero de 2017, NCT Dream anunció que lanzarían su primer sencillo en CD, «The First», el 9 de febrero. SM Entertainment anunció que Jaemin no participaría en ese regreso debido a problemas de salud. La unidad tuvo su regreso en M! Countdown, interpretando la canción principal «My First and Last» y el lado B «Dunk Shot».
El 14 de junio de 2017, NCT 127 lanzó su tercer miniálbum, Cherry Bomb. Aparecieron en M! Countdown, interpretando su canción principal «Cherry Bomb» y «0 Mile» de su álbum. «Cherry Bomb» fue elegida por Billboard e Idolator como una de las mejores canciones de K-pop de 2017. El 17 de agosto de 2017, NCT Dream lanzó su primer miniálbum We Young. La unidad regresó a los escenarios apareciendo en M! Countdown, e interpretó la canción principal del mismo nombre. En diciembre de 2017, NCT Dream lanzó su primera canción navideña, «Joy».

### 2018-2019: Nuevos lanzamientos y debut de WayV
En enero de 2018, NCT U (Taeil, Doyoung y Jaehyun) lanzó el sencillo «Timeless» como parte del proyecto SM Station. A mediados de enero de 2018, se informó que NCT dio a conocer un «proyecto a gran escala» para el año, titulado NCT 2018. El 30 de enero de 2018, la agencia del grupo lanzó un vídeo titulado «NCT 2018 Yearbook #1», con los miembros actuales en ese momento, y la adición de Lucas, Kun y Jungwoo con el regreso de Jaemin de su hiatus. En febrero, NCT lanzó una serie de vídeos documentales en línea, titulados NCTmentary como parte de su proyecto. Se confirmó que todos los miembros participarían en el próximo álbum, y que contendría canciones de las subunidades de NCT, los vídeos musicales fueron lanzados antes de su regreso. El 13 de febrero, SM anunció que la primera parte de la serie NCT 2018 sería con el regreso de la unidad NCT U, integrado por Taeyong, Doyoung, Winwin , Jaehyun, Mark y los nuevos integrantes, Lucas y Jungwoo. La unidad lanzó la canción «Boss» el 19 de febrero. El 26 de febrero, NCT U lanzó un segundo sencillo titulado «Baby Don't Stop», interpretado por Taeyong y Ten. El tercer vídeo musical, «Go», realizado por NCT Dream, fue lanzado el 4 de marzo. El 14 de marzo, se publicó NCT 2018: Empathy, el primer álbum de estudio del grupo. El 3 de septiembre, NCT Dream lanzó su segundo EP, We Go Up y su sencillo homónimo. SM confirmó que Mark dejaría NCT Dream después de completar las promociones del disco. El 12 de octubre, NCT 127 lanzó su primer álbum de estudio, Regular-Irregular, con la adición de Jungwoo. El 23 de noviembre, NCT 127 lanzó la reedición de Regular-Irregular, titulada Regulate junto con la canción «Simon Says». Fue anunciado que Winwin no participaría en este comeback para prepararse en debutar con WayV. El 28 de diciembre, NCT Dream lanzó la canción «Candle Light» para SM Station.
El 31 de diciembre, SM Entertainment anunció la cuarta unidad de NCT, WayV. La unidad tendrá su sede en China y consta de Siete miembros: Kun, Winwin, Ten, Lucas, Hendery, Xiaojun y Yangyang. WayV está bajo la discográfica Label V, un sello chino que colabora con SM. La unidad debutó el 17 de enero de 2019.
El 26 de enero de 2019, NCT 127 se embarcó en su primera gira, Neo City - The Origin, con fechas en Corea, Japón, Norteamérica, Perú y Europa. Durante la gira, lanzaron el sencillo "Wakey-Wakey" el 18 de marzo, el cual luego sería incluido en el primer álbum completo en japonés, Awaken, lanzado el 17 de abril. Su cuarto EP, We Are Superhuman, fue lanzado el 24 de mayo con la pista principal "Superhuman".
El 9 de mayo, WayV lanzó su primer EP, Take Off, junto con su pista principal homónima "Take Off".
El 6 de junio, NCT Dream lanzó "Don't Need Your Love", una colaboración con HRVY. Formó parte del proyecto SM Station Season 3.
El 26 de julio, NCT Dream lanzó su tercer EP, We Boom, y su pista principal "Boom".
El 29 de octubre, WayV lanzó su segundo EP, Take Over the Moon, con la pista principal "Moonwalk".
El 13 de diciembre, NCT U (consistiendo en Taeil, Doyoung, Jaehyun y Haechan) lanzó "Coming Home", como parte del proyecto SM Station X.

### 2020: Proyectos para NCT 127, reestructura de NCT Dream, nuevos miembros yNCT 2020 Resonance.
El 27 de enero, NCT 127 lanzó el video musical de "Dreams Come True", como un regalo a los fanáticos. El 6 de marzo, lanzó su segundo álbum de estudio Neo Zone, con la pista principal "Kick It", siendo su tercer lanzamiento sin Winwin quien actualmente está promocionando en WayV. Esto también marca el regreso de Jungwoo, quien estaba en hiatus por razones de salud. El 19 de mayo fue lanzada una reedición del álbum, Neo Zone: The Final Round, con la pista principal "Punch".
El 29 de abril, NCT Dream lanzó su cuarto EP Reload, con "Ridin'" como la pista principal. La alineación contó con Renjun, Jeno, Haechan, Jaemin y Chenle. Tras las promociones del álbum, eliminaron el concepto original en el cual los miembros se graduaban al cumplir 20 años en edad coreana (19 en edad internacional), y continuarán como siete miembros gracias al regreso del originalmente graduado miembro Mark.
En mayo de 2020, tres unidades de NCT realizaron un concierto en línea, como parte de una serie de conciertos realizados de forma conjunta por SM Entertainment y Naver, gracias al primer servicio de streaming de conciertos de la historia, Beyond LIVE. Los conciertos en línea de WayV, NCT Dream y NCT 127 fueron realizados el 3 de mayo, 10 de mayo y 17 de mayo respectivamente.
El 9 de junio, WayV lanzó su primer álbum completo Awaken the World, con su pista principal "Turn Back Time".
En septiembre, NCT anunció su nuevo proyecto, NCT 2020, similar a NCT 2018, el cual combinó varias subunidades en un solo álbum, el cual sería lanzado en octubre de 2020. Su segundo álbum, NCT 2020 Resonance Pt.1, fue lanzado el 12 octubre, presentando las 4 unidades junto con 2 nuevos miembros, Shotaro y Sungchan, que se unirán a una nueva subunidad en el futuro. Previo al lanzamiento del álbum, se anunció que NCT 2020 Resonance Pt. 1 acumuló más de 2 millones en preventas, convirtiéndolo en el primer álbum de NCT en vender más de 2 millones de copias sin contar reedciciones. NCT lanzó la segunda parte de su segundo álbum el 23 de noviembre, NCT 2020 Resonance Pt. 2.
El 4 de diciembre, NCT lanzó un nuevo sencillo llamado "Resonance", marcando el final de su segundo álbum. El sencilo combina "Make a Wish (Birthday Song)," "90's Love," "Work It" y "Raise the Roof" en una sola canción. Presenta a los 21 miembros del proyecto NCT 2020.

### 2023-presente: Debut de NCT Wish, nuevos lanzamientos de NCT, NCT 127, WayV y NCT Dream
El 26 de enero de 2023, SM Entertainment anunció su intención de llevar a cabo una audición en Japón dirigida a hombres nacidos entre 2001 y 2008, con el propósito de descubrir nuevos talentos que se unieran a las filas de NCT y se prepararan para el lanzamiento de NCT TOKYO. Además, se confirmó que NCT TOKYO haría su debut durante la primera mitad del mismo año.
El 24 de febrero de 2023, SM confirmó oficialmente que NCT TOKYO haría su debut en el transcurso de 2023, marcando así la culminación de la "expansión infinita" de NCT. La agencia decidió centrarse en apoyar a los miembros actuales a partir de este punto.
El 24 de mayo, SM hizo el anuncio de que pronto se revelarían dos SMROOKIES como integrantes del grupo, y el proceso de selección de otros miembros se llevaría a cabo a través de un programa de telerrealidad previo al debut.
El 28 de junio, SM compartió los primeros adelantos en video de los dos nuevos miembros en sus cuentas oficiales. El primer integrante fue presentado como Yushi, mientras que el segundo fue identificado como Si On.
El 30 de junio, NCT anunció el lanzamiento del reality show titulado "NCT Universe: LASTART". Este programa ofrecería una visión del proceso de creación del último equipo de NCT, desde la selección inicial de miembros hasta la formación final. El nombre "LASTART" representa la transición desde la expansión infinita de NCT hacia el comienzo de un nuevo grupo.
El 6 de septiembre de 2023, se emitió el último episodio de NCT LASTART. En este episodio, se reveló que el grupo no debutaría con solo 6 miembros como se había anunciado previamente, sino que se agregaría un séptimo miembro a la alineación final. Este nuevo grupo se presentaría oficialmente como los miembros definitivos de NCT durante el evento NCT NATION en Japón.
El 7 de septiembre, se anunciaron los miembros previos al debut de NCT NEW TEAM durante la emisión de "NCT Universe: LASTART" en los canales de cable ENA y Tibing. Este programa seleccionó a los miembros que se unirían a SMROOKIES Sion y Yushi después de completar 4 misiones, evaluadas por directores de artistas como BoA, Eunhyuk, Jang Jinyoung, un director de artista especial en cada misión y el equipo de SM NEW IP TF. Los resultados de las misiones fueron los siguientes: Riku en primer lugar, Sakuya en segundo lugar, Daeyoung en tercer lugar, Jungmin en cuarto lugar y Ryo en quinto lugar. Los finalistas expresaron su compromiso de estar a la altura del nombre NCT, una entidad de influencia global, y agradecieron a los miembros que participaron en el programa y a todos los que los apoyaron. Además, están programados para realizar un pre-escenario antes del evento principal "NCT STADIUM LIVE 'NCT NATION: To The World-in JAPAN'", que se llevará a cabo en el Estadio Nagai en Osaka, Japón, del 9 al 10 de octubre y en el Estadio Ajinomoto en Tokio del 16 al 17 de octubre. Luego, iniciarán una serie de 28 giras de debut gratuitas en 10 ciudades de Japón, que comenzarán con una actuación en el Tokyo Line Cube Shibuya del 8 al 9 de octubre.  Sin embargo, Jungmin debió dejar el grupo antes de debutar en él debido a problemas de salud.
El 17 de febrero, NCT 127 lanzó su segundo EP japonés, Loveholic.
El 10 de marzo, WayV lanzó su tercer EP, Kick Back, con la pista principal del mismo nombre.
El 10 de mayo, NCT Dream lanzó su primer álbum de estudio, Hot Sauce. Esto marcó el primer regreso del grupo como 7 miembros desde 2018. El álbum superó más de 3 millones en preventas.
El 4 de junio, NCT 127 lanzó una colaboración con Amoeba Culture, consistiendo en un sencillo digital llamado "Save".
El 13 de noviembre de 2021 NCT anunció un comeback del grupo al completo, con excepción de Winwin y Lucas. Se convirtió en su tercer álbum de estudio, el disco llamado Universe fue lanzado el 14 de diciembre.

## Miembros

#### Actuales
- Johnny
- Taeyong
- Yuta
- Kun
- Doyoung
- Ten
- Jaehyun
- Winwin
- Jungwoo
- Mark
- Xiaojun
- Hendery
- Renjun
- Jeno
- Haechan
- Jaemin
- Yangyang
- Chenle
- Jisung
- Sion
- Riku
- Yushi
- Jaehee
- Ryo
- Sakuya

#### Exmiembros
- Lucas
- Shotaro
- Sungchan
- Taeil

## Discografía

### Álbumes de estudio
| Título              | Detalles | Posición más alta | Posición más alta | Posición más alta | Posición más alta | Posición más alta | Posición más alta | Posición más alta | Posición más alta | Posición más alta | Posición más alta | Ventas                                                                                 | Certificaciones     |
| Título              | Detalles | KOR               | CAN               | FRA Dig.          | JPN               | JPN Hot           | NLD               | UK Down.          | US                | US Heat.          | US World          | Ventas                                                                                 | Certificaciones     |
| ------------------- | --- | ----------------- | ----------------- | ----------------- | ----------------- | ----------------- | ----------------- | ----------------- | ----------------- | ----------------- | ----------------- | -------------------------------------------------------------------------------------- | ------------------- |
| NCT 2018 Empathy    | - Lanzado: 14 de marzo de 2018 (KOR) - Discográfica: SM Entertainment - Formato: CD, descarga, streaming.                                                   | 2                 | —                 | 76                | 10                | 16                | 190               | 68                | —                 | 9                 | 5                 | - KOR: 507,483 - JPN: 15,757 - US: 1,000                                               | - KMCA: 2× Platinum |
| NCT 2020 Resonance  | - NCT 2020 Resonance Pt. 1 - Lanzado: 12 de octubre de 2020 (KOR) - Discográfica: SM Entertainment, Capitol, Caroline - Formato: CD, descarga, streaming.   | 1                 | 95                |                   | 2                 | 11                | —                 | 36                | 6                 | 5                 | 1                 | - KOR: 1,509,601 - CHN: 116,529 - JPN: 148,371 (Phy.) - JPN: 2,916 (Dig.) - US: 40,000 | - KMCA: Million     |
| NCT 2020 Resonance  | - NCT 2020 Resonance Pt. 2 - Lanzado: 23 de noviembre de 2020 (KOR) - Discográfica: SM Entertainment, Capitol, Caroline - Formato: CD, descarga, streaming. | 1                 | —                 | 3                 | 35                | —                 | —                 | —                 | —                 | —                 | —                 | - KOR: 1,302,157 - CHN: 50,601 - JPN: 148,371 (Phy.)                                   | - KMCA: Million     |
| NCT 2021 Universe   | - NCT 2020 Resonance Pt. 2 - Lanzado: 23 de noviembre de 2020 (KOR) - Discográfica: SM Entertainment, Capitol, Caroline - Formato: CD, descarga, streaming. | 1                 |                   |                   | 1                 |                   |                   |                   | 1                 |                   |                   | KOR:1,702,142                                                                          | KMCA: Million       |
| NCT 2023 Golden Age | - NCT 2023 GOLDEN AGE - Lanzado:28 de agosto de 2023. - Discográfica: SM Entertainment - Formato: CD, descarga, streaming.                                  | 1                 |                   |                   | 1                 |                   |                   |                   |                   | 66                | 6                 | KOR: 1.000.000 ^                                                                       | KMCA: Millón        |

| Año                | Sencillo | Posiciones       | Ventas           |
| Año                | Sencillo | US World         | Ventas           |
| NCT 2018 Empathy   | NCT 2018 Empathy | NCT 2018 Empathy | NCT 2018 Empathy |
| ------------------ | --- | ---------------- | ---------------- |
| 2018               | «Black on Black» (Taeil, Johnny, Taeyong, Yuta, Kun, Doyoung, Ten, Jaehyun, Winwin, Jungwoo, Mark, Renjun, Lucas, Jeno, Haechan, Jaemin, Chenle, Jisung)                                     | –                | - COR (DL):      |
| NCT 2020 Resonance | |                  |                  |
| 2020               | «Resonance» (Taeil, Johnny, Taeyong, Yuta, Kun, Doyoung, Ten, Jaehyun, Winwin, Jungwoo, Jisung , Mark, Xiaojun, Hendery, Renjun, Jeno, Haechan, Jaemin, Yangyang, Chenle, Shotaro, Sungchan) | 14               | - COR (DL):      |
| 2023               | «Golden Age»(Taeil, Johnny, Taeyong, Yuta, Kun, Doyoung, Ten, Jaehyun, Winwin, Jungwoo, Jisung , Mark, Xiaojun, Hendery, Renjun, Jeno, Haechan, Jaemin, Yangyang, Chenle)                    |                  |                  |

## Filmografía

### Programas de televisión
| Año  | Título                | Cadena                       | Papel      | Notas |
| ---- | --------------------- | ---------------------------- | ---------- | --- |
| 2014 | EXO 90:2014           | Mnet                         | Recurrente | Los miembros del grupo (SM Rookies en ese momento) también participaron en los vídeos musicales y se presentaron en vivo          |
| 2015 | The Mickey Mouse Club | Disney Channel Korea         | Principal  | Cinco de sus integrantes, Mark, Jeno, Haechan y Jaemin, aparecieron como los mosqueteros, junto a otras integrantes de SM Rookies |
| 2016 | NCT Life              | Naver TV Cast Oksusu KBS Joy | Principal  | Reality show de NCT que consta de ocho temporadas                                                                                 |